# NGC 745-3
NGC 745-3 is een compact sterrenstelsel in het sterrenbeeld Eridanus. Het sterrenstelsel bevindt zich dicht bij NGC 745-1 en NGC 745-2.

## Synoniemen
- ESO 152-32
- AM 0152-565